# Alte Spinnerei Jakobstal

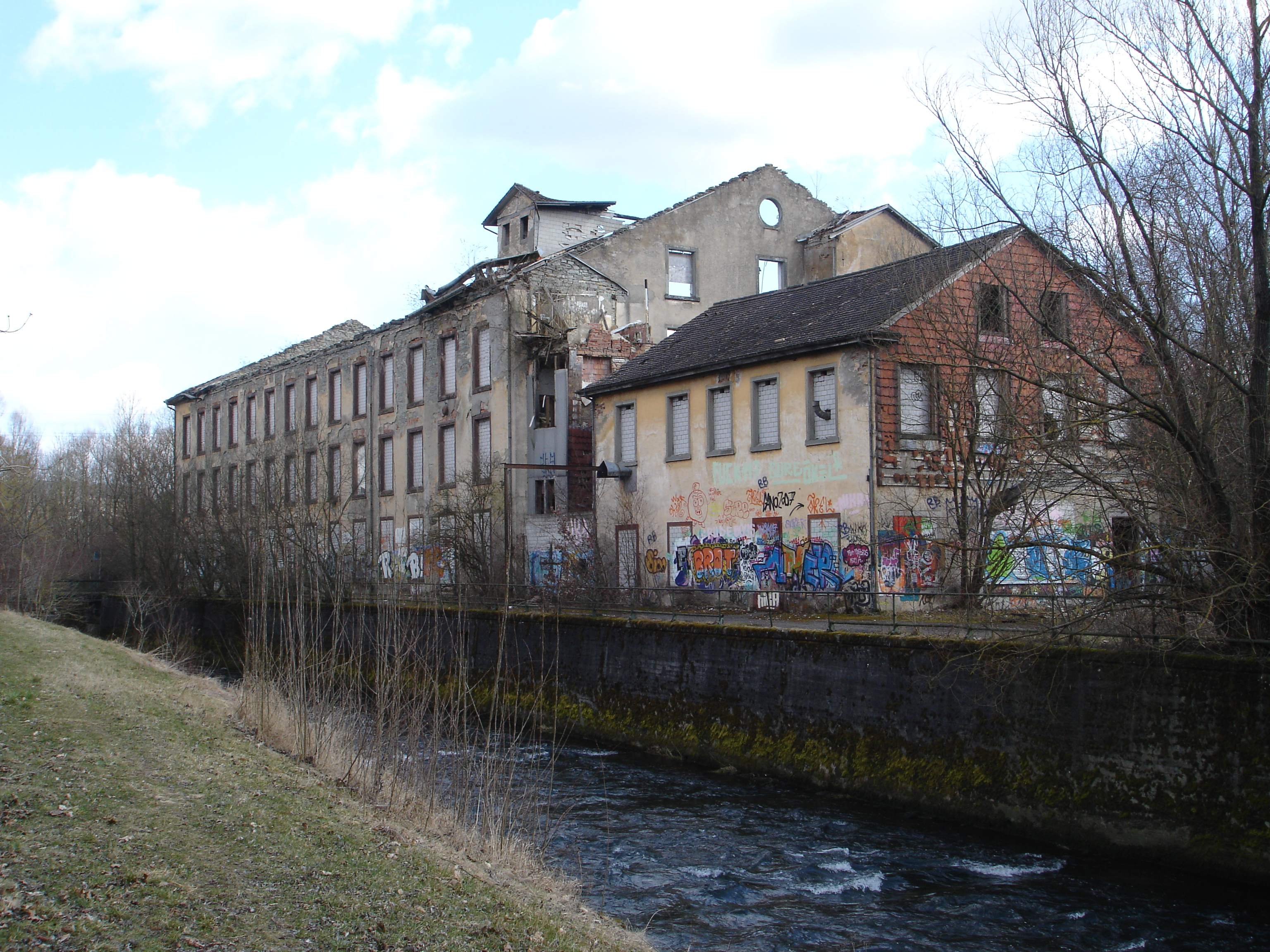
Alte Spinnerei Jakobstal (2010)

Die Alte Spinnerei Jakobstal liegt am Ufer der Glatt in Bülach im Schweizer Kanton Zürich.

## Geschichte
Die Spinnerei wurde 1863 fertiggestellt und bis 1982 betrieben. Seither steht sie leer und verfällt zunehmend. Angetrieben wurde die Spinnerei durch das Wasserrad einer ehemaligen Mühle am gleichen Standort an der Glatt. Zusätzlich wurde Dampfkraft verwendet, um Baumwolle zu spinnen.
Nach der Stilllegung 1982 erwarb Oskar Maier, Mitinhaber des Architekturbüros Oskar Meier AG in Bülach, das Grundstück mit einer Gesamtfläche von 52'000 Quadratmetern. Er plante ein Büro- und Designcenter, wie auch ein Erholungs- und Fitnesscenter, die beide scheiterten.
1985 wurde das Spinnereigebäude, das Turbinenhaus mit Maschinenpark sowie das Baumwollmagazin vom Bülacher Stadtrat in das Inventar der Schutzobjekte von regionaler und kantonaler Bedeutung aufgenommen, wodurch ein Abriss und viele Baupläne unmöglich wurden. Im Folgejahr hatte der Regierungsrat das Objekt ins Inventar der Schutzobjekte von regionaler und kantonaler Bedeutung aufgenommen. Die Anlage präge das Landschaftsbild des unteren Glattales und der Umgebung Bülachs und war deshalb von regionaler Bedeutung.  Das Fabrikdach ist infolge von Bränden und Vandalenakten eingestürzt. Aufgrund der Schwierigkeit, Bauvorhaben auf dem Grundstück zu verwirklichen und dem zunehmend verschlechternden Zustand des Baubestands, wurde 2012 der Denkmalschutz der Spinnerei vom Kanton aufgehoben. Der Eigentümer plant aktuell zwei Mehrfamilienhäuser und zwei Garagengebäude auf dem Grundstück zu errichten, was einen Abriss des Baubestandes voraussetzt. Beim Influencer Kyle Ziegler stösst dies auf Widerstand, er startete am 8. Dezember 2024 eine Kampagne gegen den Abriss.